# Толстоголовка мозаичная
Толстоголовка мозаичная (лат. Muschampia tessellum) — бабочка из семейства толстоголовок.

## Описание
Длина переднего крыла 14 — 20 мм. Размах крыльев у бабочек первого поколения 30-35 мм, второго — 27-29 мм. Развитие белых пятен на крыльях изменчиво. Бабочки второго поколения отличаются более мелкими размерами.

## Этимология названия
Tessellum (латинский) — мозаичны.

## Ареал
Балканский полуостров, Ближний Восток, юг и центр европейской части России, Украина, Средняя Азия, юг Сибири, Забайкалье, Казахстан, Северный Китай, Монголия, Крым, Кавказ, Закавказье, Турция. Северная граница ареала совпадает с южной границей лесной зоны.
На территории Украины вид локально обитает на юге лесной зоны, лесостепи и степной зоне от центра страны. Известен только по единичным, часто старинным находкам из Хмельницкой, Черкасской, Полтавской, Харьковской, Херсонской областей. В Крыму отмечен в окрестностях Ай-Петри, на горе Ат-Баш, Северная Демерджи, на нижнем плато Чатыр-Даг.
Бабочки населяют сухие злаково-разнотравные остепненные луга по долинам рек, луговые степи, степи, степные балки и т. п. На Кавказе бабочки встречается на горных склонах с луговой или лугово-степной растительностью и небольшой кустарниковой растительностью на высотах от 400 до 1500 м над ур. м.

## Биология
Развивается в одном-двух поколениях за год. Время лёта первого поколения — с конца мая до конца июля; второго поколения — с конца июля — начала августа по начало сентября. Бабочки питаются на цветках травянистых растений. У самцов отмечается выраженное территориальное поведение.
Самки откладывают яйца поштучно. Гусеницы питаются на кормовом растении зопник клубненосный. Зимует яйцо или гусеница третьего возраста в домике из листа кормового растения, который на зиму отмирает и высыхает. Куколка в легком коконе из свернутых листьев.